# Tricheurois cuprina
Tricheurois cuprina là một loài bướm đêm trong họ Noctuidae.